# Hallunda centrum
Hallunda Centrum, är ett köpcentrum beläget i Hallunda-Norsborg kommundel i den nordligaste delen av Botkyrka kommun i södra Stockholms län.